# Celaenorrhinus mokeezi
The Large Sprite, Celaenorrhinus mokeezi (tên tiếng Anh: Large Flat hoặc Christmas Forester) là một loài bướm ngày thuộc họ Bướm nhảy. Nó được tìm thấy ở Transkei to KwaZulu-Natal, Transvaal và Mozambique.
Sải cánh dài 40–48 mm đối với con đực và 45–51 mm đối với con cái. Con trưởng thành bay quanh năm in warmer areas đỉnh điểm vào cuối hè và autumn.
Ấu trùng ăn Isoglossa woodii.

## Phụ loài
- Celaenorrhinus mokeezi mokeezi (từ Đông Cape tới miền nam KwaZulu-Natal coast và midlands)
- Celaenorrhinus mokeezi separata (Strand, 1911)  (Mozambique, Zululand, Transvaal)